# Engelberto de Colonia

San Engelberto, arzobispo y elector de Colonia, nacido conde Engelberto de Berg, obtuvo en el año 1216 el arzobispado, el cual gobernó de forma jubilosa. 
Hijo del Conde Engelberto I de Berg y de su esposa, la Condesa Margarita de Güeldres. Su título nobiliario completo fue: Conde Engelberto II de Berg.
Su persona era muy considerada y llegó a tener tanta estimación por parte de Federico II Hohenstaufen, que este emperador le confió la educación de su hijo. El año 1225, fue asesinado por su primo Federico, conde de Isenburg y después fue canonizado en el 1226. Juan de Heilteibach escribió su vida que fue publicada en el 1633 por Gil Gilenio.